# Zasłonak krwistoczerwony
Zasłonak krwistoczerwony (Cortinarius anthracinus (Fr.) Sacc.) – gatunek grzybów należący do rodziny zasłonakowatych (Cortinariaceae).

## Systematyka i nazewnictwo
Pozycja w klasyfikacji według Index Fungorum: Cortinarius, Cortinariaceae, Agaricales, Agaricomycetidae, Agaricomycetes, Agaricomycotina, Basidiomycota, Fungi.
Po raz pierwszy opisał go w 1838 r. Elias Fries, nadając mu nazwę Cortinarius sanguineus var. anthracinus. Obecną, uznaną przez Index Fungorum nazwę, nadał mu w 1887 r. Pier Andrea Saccardo.
Ma około 20 synonimów naukowych. Niektóre z nich:
- Cortinarius purpureobadius P. Karst. 1883
- Cortinarius sanguineus var. anthracinus Fr. 1838
- Cortinarius subanthracinus Rob. Henry 1944
- Dermocybe anthracina (Fr.) Ricken 1915
- Dermocybe purpureobadia (P. Karst.) M.M. Moser 1953
- Dermocybe subanthracina (Rob. Henry) M.M. Moser 1953

Nazwę polską podał Stanisław Domański w 1955 r. W polskim piśmiennictwie mykologicznym opisywany był też jako zasłonak karminowy i zasłonak różowoczarny.

## Występowanie i siedlisko
W Polsce gatunek rzadki. Znajduje się na Czerwonej liście roślin i grzybów Polski. Ma status V – gatunek zagrożony wymarciem. Znajduje się na listach gatunków zagrożonych także w Niemczech, Danii, Holandii, Norwegii, Finlandii.
Rośnie na ziemi w lasach liściastych, iglastych i mieszanych, w miejscach wilgotnych i zyznych, szczególnie pod bukami i dębami.